# 布达佩斯第十七区

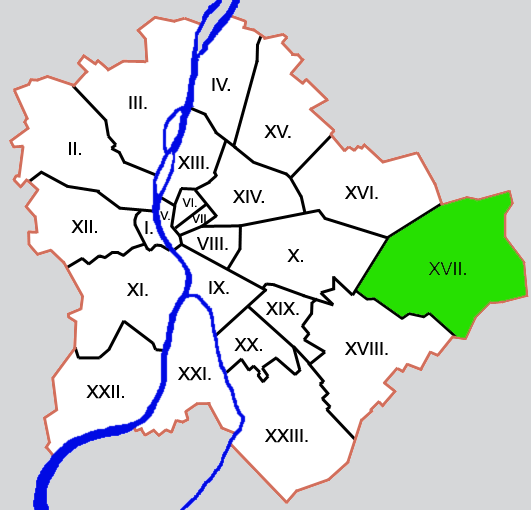
所在位置

区徽

布达佩斯第十七区，是匈牙利首都布达佩斯的一个区，总面积54.82平方公里，总人口78 250，人口密度1 427人/平方公里（2009年1月1日）。